# Нанцдичвајлер
Нанцдичвајлер (њем. Nanzdietschweiler) општина је у њемачкој савезној држави Рајна-Палатинат. Једно је од 98 општинских средишта округа Кузел. Према процјени из 2010. у општини је живјело 1.245 становника. Посједује регионалну шифру (AGS) 7336064.

## Географски и демографски подаци
Нанцдичвајлер се налази у савезној држави Рајна-Палатинат у округу Кузел. Општина се налази на надморској висини од 220–250 метара. Површина општине износи 9,8 km². У самом мјесту је, према процјени из 2010. године, живјело 1.245 становника. Просјечна густина становништва износи 127 становника/km².

## Међународна сарадња
| Мјесто | Држава    | Врста сарадње | Од    |
| ------ | --------- | ------------- | ----- |
| Бутен  | Француска | пријатељство  | 1985. |
| Извор  |           |               |       |